# Kazuń Polski
Kazuń Polski – wieś solecka w Polsce położona w województwie mazowieckim, w powiecie nowodworskim, w gminie Czosnów.
| SIMC    | Nazwa           | Rodzaj    |
| ------- | --------------- | --------- |
| 1056362 | Syndykoszczyzna | część wsi |

W latach 1954–1968 wieś należała i była siedzibą władz gromady Kazuń Polski, po jej zniesieniu w gromadzie Czosnów. W latach 1975–1998 miejscowość administracyjnie należała do województwa warszawskiego.
Określenie Polski w nazwie wsi przyjęło się dla odróżnienia od sąsiedniego Kazunia Niemieckiego (obecnie Kazuń Nowy), zamieszkanego do 1945 r. przez niemieckojęzycznych mennonitów (anabaptystów holenderskiego pochodzenia).

12 lutego 1919 kierownik Ministerstwa Spraw Wojskowych rozkazał dowódcy Generalnego Okręgu Warszawskiego zorganizować Komendę Obozu Jeńców Wojennych w Kazuniu Polskim. 

## Parafia
W Kazuniu Polskim znajduje się parafia Matki Bożej Szkaplerznej (dekanat kampinoski archidiecezji warszawskiej), której proboszczem jest obecnie ks. Adam Wyszyński (wcześniej przez 15 lat ks. Jan Kozicki). W kościele działa chór oraz schola pod kierownictwem organisty Przemysława Piekutowskiego.

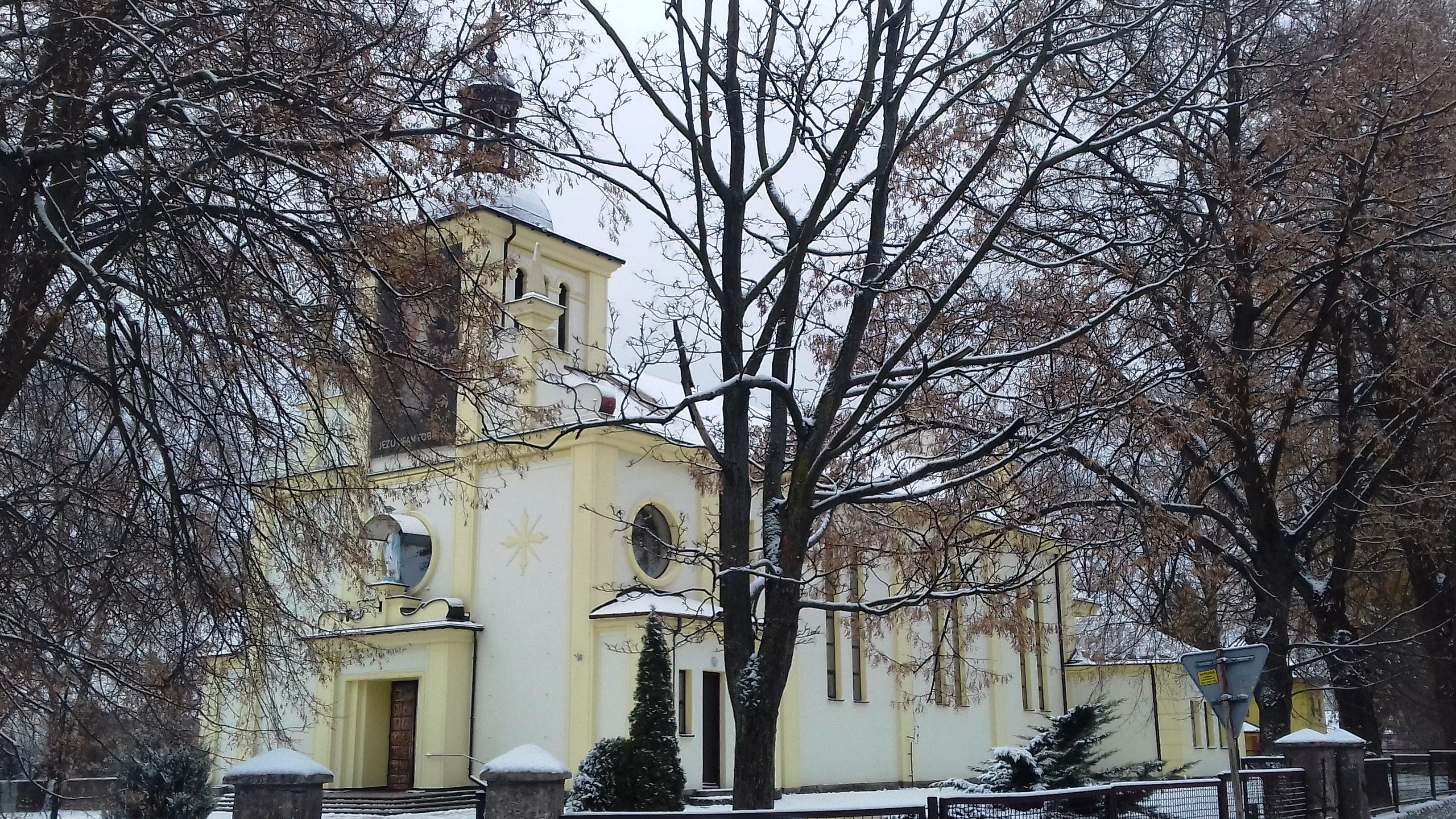
Kościół Matki Bożej Szkaplerznej

Pierwsze wzmianki o kościele w Kazuniu pochodzą z 1447. Kolejne drewniane kościoły wzniesiono po 1596, w 1717, 1813 i w 1911. Obecna murowana świątynia zbudowana została w latach 1935–1939 i przebudowana w latach 1949–1956. W ołtarzu głównym umieszczony jest XIX-wieczny obraz MB Szkaplerznej, przystrojony metalową sukienką, również z XIX wieku.
Na obszarze parafii leżą miejscowości: Augustówek, Cybulice, Cybulice Duże, Cybulice Małe, Czeczotki, Stare Grochale, Janów-Mikołajówka, Jesionka, Kazuń-Bielany, Kazuń Nowy, Kazuń Polski, Małocice, Sady, Wólka Czosnowska, Wrzosówka. Parafia posiada kaplicę pw. Podwyższenia Krzyża Świętego w Małocicach.